# Gàlag de Malawi
El gàlag de Malawi (Paragalago nyasae) és una espècie de primat de la família dels galàgids. Viu al sud de Malawi i a la regió veïna de Moçambic.